# Castle Toward

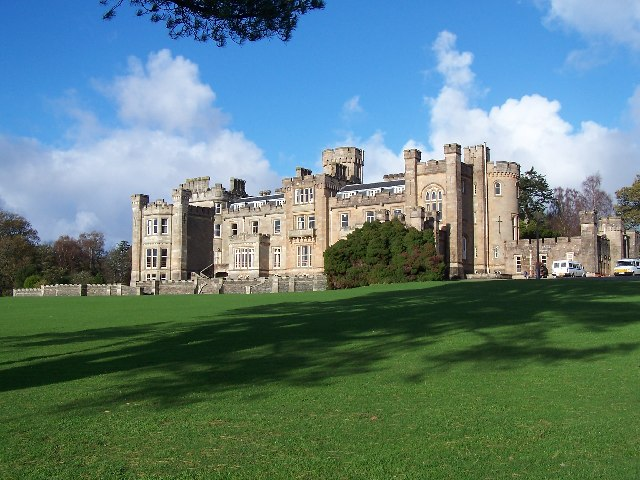
Castle Toward

Castle Toward (schottisch-gälisch: Caisteal an Toll Àird) ist ein Landhaus an der Südspitze der Halbinsel Cowal über der Bucht von Rothesay in der schottischen Council Area Argyll and Bute.
Das für den Kaufmann Kirkman Finlay aus Glasgow 1820 errichtete Haus ersetzte das frühere, mittelalterliche Toward Castle, das früher der Hauptsitz des Clan Lamont war. Anfang des 20. Jahrhunderts wurde Castle Toward umfangreich erweitert und im Zweiten Weltkrieg erhielt es dem Decknamen HMS Brontosaurus. Nach dem Krieg wurde es an die Glasgow Corporation verkauft und diente als Erlebnispädagogikzentrum bis zu dessen Schließung 2009. Nach einem gescheiterten Verkauf an die Gemeinde (Community Buyout) wurde das Anwesen Castle Toward 2016 von der Verwaltung an Privatleute verkauft.

## Geschichte

### Toward Castle

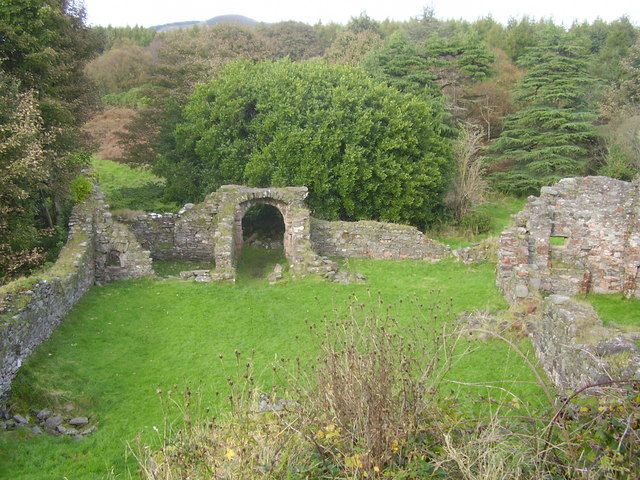
Ruinen von Toward Castle

Das ursprüngliche Toward Castle stammte aus dem 15. Jahrhundert und gehörte dem Clan Lamont bis 1809. Die Burg wurde im 17. Jahrhundert erweitert, aber nach einem Angriff des Clan Campbell 1646 aufgegeben. Die Ruinen der alten Burg liegen etwa 500 Meter südöstlich des heutigen Castle Toward. Toward Castle gilt als Scheduled Monument.

### Castle Toward
Das heutige Castle Toward wurde 1820 für Kirkman Finlay (1773–1842), den früheren Lord Provost von Glasgow, und seine Familie als Landsitz erbaut. Finlay kaufte das Anwesen Achavoulin und benannte es 1818 in Toward um. Das Landhaus wurde vom Architekten David Hamilton entworfen und im zinnenbewehrten, neugotischen Stil errichtet. Edward La Trobe Bateman wurde in den 1880er-Jahren mit der Gartengestaltung beauftragt.
Von Castle Toward aus emigrierte der zweite Sohn von Alexander Struthers Finlay, Alexander Kirkman Finlay, in die damalige britische Kolonie Victoria und heiratete die Tochter des damaligen Gouverneurs von New South Wales, Hercules Robinson, 1. Baron Rosmead. Die Hochzeit von Nora Robinson und Alexander Kirkman Finlay in der St-James-Kirche in Sydney 1878 erregte in der Kolonie enorme Aufmerksamkeit und die Presse berichtete ausgiebig darüber.
Das Landhaus gehörte später Major Andrew Coasts aus Paisley, der 1920 in den öffentlichen Räumen italienischen Stuck anbringen ließ. Im Laufe der 1920er-Jahre restaurierte und erweiterte der Architekt Francis William Deas das gesamte Gebäude und plante auch den Park in seinem heutigen Erscheinungsbild. Zum Anwesen gehören die Ruinen der alten Burg Toward Castle, die chinesischen Teiche, bewaldete Gebiete, ein Zugang zum Meer und der Blick über den Firth of Clyde.

#### HMS Brontosaurus
Im Zweiten Weltkrieg wurde das Landhaus als Combined Operations Centre (COC No. 2, Koordinationszentrum für alliierte Streitkräfte) requiriert und erhielt 1942 den Decknamen HMS Brontosaurus. Es war ein Trainingszentrum für Amphibienlandungen, wie sie im Zuge der Operation Neptune und bei anderen Gelegenheiten durchgeführt wurden. Offiziere und Mannschaften wurden in der Anwendung verschiedener Landungsboote an den nahegelegenen Stränden unterwiesen. In dieser Zeit besuchten sowohl Winston Churchill als auch Lord Mountbatten HMS Brontosaurus. 1946 wurde das Trainingszentrum geschlossen.

#### Erlebnispädagogikzentrum
1948 kaufte die Glasgow Corporation das Landhaus und 91 Hektar lichten Wald. Das Gebäude diente als Sanatorium für Kinder und Internat für Kinder aus schwierigen familiären Verhältnissen. Später wurde es zu einem Internat für alle Grundschüler aus Glasgow und diente 50 Jahre lang als Erlebnispädagogikzentrum für Kinder aus Glasgow und Renfrewshire. Mit der Umgestaltung der Local Government Areas in Schottland 1996 ging das Eigentum an der Einrichtung an die Verwaltung von Argyll and Bute über und solche Zentren waren dadurch von der Schließung bedroht. Peter Wilson, damals Leiter des Zentrums, gründete eine Gesellschaft namens Actual Reality zum Betrieb dieses Zentrums und eines weiteren in Ardentinny. Die von Acutal Reality angebotenen Aktivitäten umfassten einen Seilklettergarten, Kajakfahren, Orientierungsläufe sowie Wanderungen durch Schluchten und auf Hügel. Das Gelände des Anwesens diente als Schauplatz für die BBC-Kinderspielshowreihe Raven mit dem Schauspieler James Mackenzie bis zur 70. Folge Anfang 2008. Das Haus wurde auch als Internat für Kurse in Musik und Kunst für junge Leute genutzt. Das Symphonieorchester der Schulen von Glasgow und die West of Scotland School’s Concert Band waren regelmäßige Besucher. Seit 1971 hat Historic Scotland das Gebäude als historisches Bauwerk der Kategorie B gelistet und 2007 wurde der Park dem nationalen Inventory of Gardens and Designed Landscapes in Scotland hinzugefügt.

### Verkauf
Am 13. November 2009 schloss die Verwaltung von Argyll and Bute auf Anweisung der Feuerwehr Strathclyde das Landhaus vorübergehend, weil es für seinen Zweck als nicht mehr geeignet betrachtet wurde. Dem folgten etliche Versuche der Verwaltung, das Anwesen zu verkaufen, die aber alle auf örtliche Widerstand stießen. Der frühere Hauskomponist von Castle Toward, John Maxwell Geddes, schrieb ein Postlude of Strings als Protest gegen die Pläne zum Verkauf. Die Verwaltung bot Castle Toward dennoch 2010 zum Verkauf an und als Antwort darauf wurde die South Cowal Community Development Company (SCCDC) gegründet, um eine Übernahme des Landhauses durch die Gemeinde zu prüfen. Aber ihr anfängliches Gebot wurde 2011 von der schottischen Regierung zurückgewiesen. Man erreichte eine Übereinkunft mit einem Anbieter für Feriendomizile, der sich aber 2013 vom Kauf des Objektes zurückzog und so die Verwaltung zwang, Castle Toward erneut zum Verkauf anzubieten. Die SCCDC gab ein zweites Gebot zur Übernahme des Hauses ab, das im November 2013 von der schottischen Regierung angenommen wurde. Aber im Dezember 2014 lehnte die Verwaltung das Kaufangebot der SCCDC ab, wandte ein, dass der gebotene Preis von 865.000 £ unter dem Marktwert liege, und bot stattdessen an, die SCCDC mit einem Kredit zu unterstützen. Die SCCDC lehnte im Januar 2015 das Kreditangebot der Verwaltung ab und bemerkte, dass die Sicherung des Kaufs vor Fristende am 31. Januar nun „sehr wenig Chancen auf Realisierung“ hätte. Bis 26. Januar hatten 5600 Personen eine Online-Petition unterzeichnet, die die Verwaltung bat, ihren Beschluss zu revidieren. Die Verwaltung verkaufte das Landhaus im Juni 2016 für 1,51 Mio. £ an Denice Purdie und Keith Punler von Kapital Assets, die planten, Wohnhäuser, Wohnungen, eine Lokalität für Hochzeiten und andere Geschäfte auf dem Gelände zu errichten.